# Государственный строй Габона

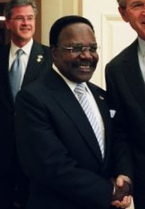
Бывший президент Габона Омар Бонго в 2004 году

Габон — республика с президентской формой правления. Действующая конституция принята в 1961 году (изменялась в 1975, 1991 и 2003 годах). Глава государства — президент Республики, избираемый населением на 7-летний срок. Поправка к конституции 2003 года отменила ограничение на количество президентских сроков. Президент назначает и увольняет премьер-министра, кабинет министров и судей независимого Верховного Суда. Президент имеет право распустить Национальную Ассамблею, задержать вступление в силу законов и назначать референдумы.
Законодательная власть принадлежит двухпалатному парламенту, состоящему из Национального собрания и Сената. 120 депутатов Национальной Ассамблеи избираются всеобщим голосованием сроком на 5 лет. Сенат состоит из 102 членов, избираемых муниципальными советами и региональными ассамблеями сроком на 6 лет. Сенат был создан в 1990—1991 годах после внесения изменений в конституцию, функционировать начал после выборов 1997 года. Президент Сената замещает президента в случае невозможности для последнего выполнять свои обязанности.
В 1990 году политическая система Габона претерпела существенные изменения. Проект поправок к конституции, созданный в 1990 году по результатам национальной политической конференции, прошедшей в марте - апреле, привел к появлению билля о правах и созданию Национального Демократического Совета, призванного наблюдать за соблюдением гражданских прав и независимостью судебной системы. Новая конституция 1991 года позволила провести многопартийные выборы в законодательные органы, хотя оппозиционные партии формально не были легализованы. Впервые в Национальную ассамблею попали оппозиционные депутаты.
В октябре 2009 года вновь избранный президент Али Бонго Ондимба начал реформы, направленные на упрощение управления страной. Он ликвидировал 17 министерских постов, упразднил должность вице-президента, реорганизовал оставшиеся министерства и административные органы. Реформы имели целью снизить уровень коррупции и сократить раздутый государственный аппарат. Однако в августе 2015 года пост вице-президента был восстановлен.